# Schenkeldecke (Insekt)
| Schenkeldecken jeweils grün                                               | Schenkeldecken jeweils grün |
| ------------------------------------------------------------------------- | --- |
|                                                                           | |
| Abb. 1: Unterseite Eucinetus haemorrhoidalis                              | Abb. 2: Hinterleib von unten Calyptomerus dubius |
|                                                                           | Abb. 3: Lacon punctatus Ausschnitt Unterseite Kopie unten teilweise koloriert blau: Umriss der Hinterhüfte; gelb: Teil des Hinterschenkels grün: Schenkeldecke rot: Rinne zur Aufnahme der Schenkel; |
| Ctenicera pectinicornis Agriotes lineatus Selatosomus aeneus              | Prosternon tessellatum Ampedus sanguinolentus |
| Abb. 4: Fünf unterschiedliche Formen von Schenkeldecken bei Schnellkäfern | |

Schenkeldecken oder auch Schenkelplatten nennt man bei Insekten die Erweiterungen der Hinterhüften (Metacoxa), die die Hinterschenkel (Metafemur) ganz oder teilweise abdecken. Bei vollständigen Schenkeldecken ist der Schenkel nicht mehr sichtbar (Abb. 1). In diesem Fall nennt man die Schenkelplatten Hinterhüftplatten.
Schenkeldecken sind bei vielen Familien der Käfer ausgebildet, beispielsweise bei Aaskäfern, Prachtkäfern, Speckkäfern, Nagekäfern und Moorweichkäfern. Besonders bei den Schnellkäfern stellt die Form der Schenkeldecken ein wichtiges Merkmal für die Bestimmung der Art dar (Abb. 3 und 4).
Die Hinterhüften schließen auf der Körperunterseite an die Hinterbrust (an das Metasternum) an und stehen häufig quer zur Körperlängsachse. Bei den Schnellkäfern sind sie lang und erreichen in der Regel den Körperseitenrand. Sie überbrücken den Niveauunterschied zwischen Hinterbrust und Hinterleib und sind rinnenförmig ausgehöhlt (Abb. 2 unten rot). Die Schenkeldecken bilden den äußeren Rand der Rinne und schließen niveaugleich an die Hinterbrust an (Abb. 2 unten grün). Beim Anziehen der Beine wird der Vorderrand der Schenkel in die Rinne eingelegt und die Schenkel mehr oder weniger von den Schenkeldecken bedeckt.